# Passengers (film, 2016)
Passengers är en amerikansk romantik-, science fiction- och thrillerfilm, i regi av Morten Tyldum. Filmens protagonister spelas av Jennifer Lawrence och Chris Pratt. Filmen hade biopremiär i Sverige den 21 december 2016.

## Handling
Stjärnfarkosten Avalon är på väg genom rymden till koloni-planeten Homestead II, en resa som ska ta 120 år från jorden. Avalon har 5000 passagerare med sig, som alla ligger i dvala i sömnkapslar. De beräknas vakna upp fyra månader innan de är framme vid Homestead II. Efter att Avalon träffats av en stor asteroidsvärm skadas en av sömnkapslarna och passageraren Jim Preston vaknar upp. Han inser snart att han har vaknat upp 90 år för tidigt, helt ensam på den stora farkosten. Efter ett år, ensam på Avalon med enbart en robot-bartender vid namn Arthur som sällskap, blir Jim kär när han ser den vackra Aurora Lane i sin sömnkapsel. Jim bestämmer sig efter mycket tvekan för att väcka upp henne för att slippa tillbringa resten av livet ensam.

## Rollista
- Jennifer Lawrence som Aurora Lane, en författare.[2]
- Chris Pratt som Jim Preston, en mekanikingenjör.[2]
- Michael Sheen som Arthur, en robot-bartender.[2]
- Laurence Fishburne som Gus Mancuso.
- Andy Garcia som kapten Norris (icke-talande roll)
- Aurora Perrineau som Celeste, Auroras bästa vän.